# Таклід
Таклід (араб. تَقْليد‎‎, дос. «наслідування») — визнання мусульманами авторитету муджтахіда або муфтія якогось із мазхабів у питаннях, пов'язаних з практичними приписами релігії. Мусульман, що дотримуються такліду називають мукаллідами
У VIII ст. поняття таклід означало приналежність до гуртка якогось із сподвижників Мухаммеда, а пізніше — до гуртків послідовників такого сподвижника. З середини Х ст., коли «двері іджтихаду» стали поступово зачинятися, таклід набуває значення — «рівень авторитетності факіха, що не є муджтахідом». Сьогодні у всіх чотирьох сунітських мазхабах таклід вважається правильним і навіть обов'язковим (ваджиб) для мусульман.
Таклід поділяється на таклід аль-хасс (рівень вчених) і таклід аль-амм (рівень звичайних знань). Таклід аль-хасс поділяється на три розряди:
- Таклід ат-тахрідж — рівень виведення рішень, яким наділені ті, хто може тлумачити неоднозначні місця шаріату на основі розробок муджтахідів свого мазхабу
- Таклід ат-тарджих — рівень вибору, якому надається перевага, яким наділені ті, хто може вибрати найкраще рішення із вже розроблених муджтахідами
- Таклід ат-такдір — рівень оцінки, яким наділені ті, хто добре вивчивши роботи попередників і осягнувши систему їхньої аргументації, можуть впорядковувати збірники їх робіт, писати до них коментарі тощо, нічого не додаючи від себе

Тому, хто претендує на якийсь розряд такліду необхідно підтвердити свої претензії на вчених зібраннях чи письмовими працями. Випускники вищих духовних училищ і богословських факультетів стають носіями ступеню таклід ат-такдір.
У сучасній соціально-політичній літературі термін таклід набув значення «консерватизм», у працях реформаторів ісламу — «закостенілість»